# Магула (Аттика)
Магу́ла (греч. Μαγούλα) — малый город в Греции, пригород Афин. Административно относится к общине Элефсис в периферийной единице Западная Аттика в периферии Аттика. Расположен на высоте 61 м над уровнем моря, у холма Профитис-Илиас (147 м). Население 4735 человек по переписи 2011 года.

## Сообщество
Сообщество Магула (Κοινότητα Μαγούλας) создано в 1912 году (ΦΕΚ 262Α). В сообщество входит село Неос-Пондос. Население 3532 человека по переписи 2011 года. Площадь 15,321 км².
| Населённый пункт | Население (2011), человек |
| ---------------- | ------------------------- |
| Магула           | 4735                      |
| Неос-Пондос      | 257                       |

## Население
| Год  | Население, человек |
| ---- | ------------------ |
| 1991 | 2648               |
| 2001 | 3758               |
| 2011 | ↗ 4735             |